# Phakellia multiformis
Phakellia multiformis är en svampdjursart som beskrevs av Thomas Whitelegge 1907. Phakellia multiformis ingår i släktet Phakellia och familjen Axinellidae.
Artens utbredningsområde är havet kring Australien. Inga underarter finns listade i Catalogue of Life.